# Benoît Mandelbrot

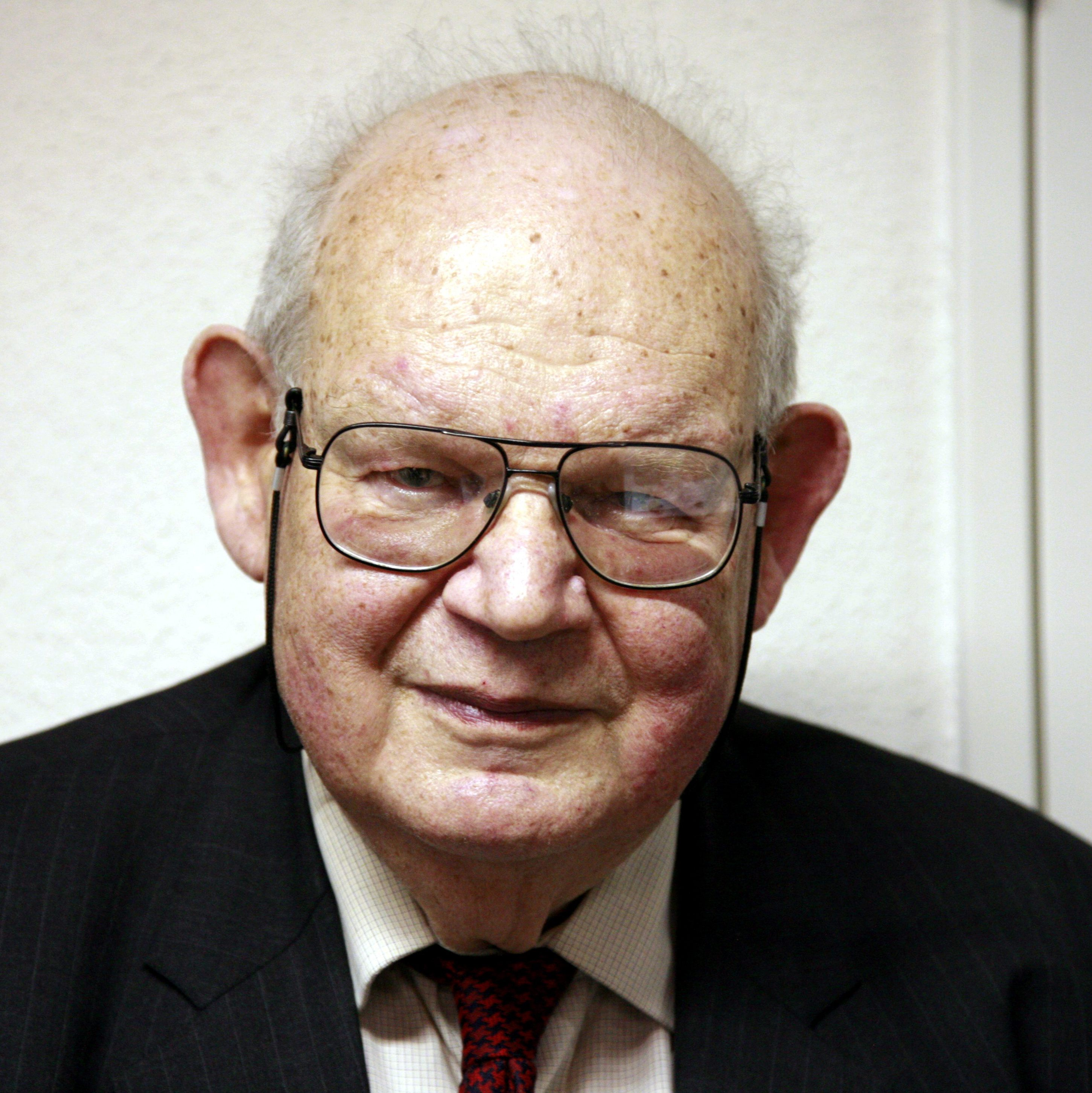
Benoît B. Mandelbrot (2007)

Benoît B. Mandelbrot (* 20. November 1924 in Warschau; † 14. Oktober 2010 in Cambridge, Massachusetts) war ein französisch-US-amerikanischer Mathematiker.
Mandelbrot leistete Beiträge zu einem breiten Spektrum mathematischer Probleme, insbesondere in der theoretischen Physik, der Finanzmathematik und der Chaosforschung. Am bekanntesten aber wurde er als Vater der fraktalen Geometrie. Er beschrieb die Mandelbrot-Menge und prägte den Begriff „fraktal“. Mandelbrot trug selbst stark zur Popularisierung seiner Arbeiten bei, indem er Bücher schrieb und Vorlesungen hielt, die für die Allgemeinheit bestimmt waren.
Mandelbrot verbrachte die meiste Zeit seiner Karriere am Thomas J. Watson Research Center, der zentralen Forschungseinrichtung von IBM, wo er die Position eines IBM Fellows innehatte. Später wurde er Sterling Professor für Mathematik (Mathematical Sciences) an der Yale University. Er war ferner wissenschaftlicher Mitarbeiter am Pacific Northwest National Laboratory, der Universität Lille I, dem Institute for Advanced Study und dem Centre national de la recherche scientifique. Mandelbrot lebte bis zu seinem Tode in den Vereinigten Staaten.

## Frühes Leben

Die nach Mandelbrot benannte Menge mit eingefärbter Umgebung

Mandelbrot wurde in Polen in einer litauisch-jüdischen Familie mit akademischer Tradition geboren. Seine Mutter war Ärztin, sein Vater Kleiderhändler. Als Junge wurde Mandelbrot von zwei Onkeln in die Mathematik eingeführt, von denen einer, Szolem Mandelbrojt, am Collège de France Mathematik lehrte. Im Jahr 1936 siedelte die Familie nach Paris über, um der sich ankündigenden Bedrohung durch die Nationalsozialisten zu entgehen.
Mandelbrot besuchte bis zum Ausbruch des Zweiten Weltkriegs das Lycée Rolin in Paris. Er erwarb den Ruf einer mathematischen Hochbegabung durch seine Fähigkeit, Aufgaben als geometrische Probleme zu visualisieren. Bei einem nationalen Test löste er eine Rechenaufgabe als einziger Schüler in Frankreich. Nach eigener Angabe versuchte er dazu gar nicht erst, das komplizierte Integral zu berechnen, sondern erkannte, dass der Aufgabe eine Kreisformel zugrunde lag, und transformierte die Koordinaten, um den Kreis in der Lösung einzusetzen. Seine Familie flüchtete vor der deutschen Besatzung ins Vichy-Frankreich, nach Tulle, wo ihn der Rabbiner von Brive-la-Gaillarde bei seiner Schulausbildung unterstützte. Von 1945 bis 1947 studierte er Ingenieurwissenschaften an der École polytechnique bei Gaston Julia und Paul Lévy. Anschließend absolvierte er ein Studium der Aeronautik am California Institute of Technology, das er 1949 mit einem Master abschloss.
Nach seinem Studium kehrte Mandelbrot nach Frankreich zurück und promovierte 1952 an der Universität von Paris im Fach Mathematik. Von 1949 bis 1957 war er wissenschaftlicher Mitarbeiter am Centre national de la recherche scientifique. Während dieser Zeit verbrachte Mandelbrot ein Jahr am Institute for Advanced Study in Princeton (New Jersey), wo er von John von Neumann unterstützt wurde. 1955 heiratete Mandelbrot Aliette Kagan, zog mit ihr nach Genf und anschließend zurück nach Frankreich. Nach einem Jahr an der Université Lille Nord de France trat Mandelbrot 1958 in die Forschungsabteilung im Thomas J. Watson Research Center bei IBM ein und wurde dort 1974 zum IBM-Fellow ernannt, eine Auszeichnung, die ihm weitgehende Freiheiten für seine Forschungen ermöglichte.

## Wissenschaftliche Karriere

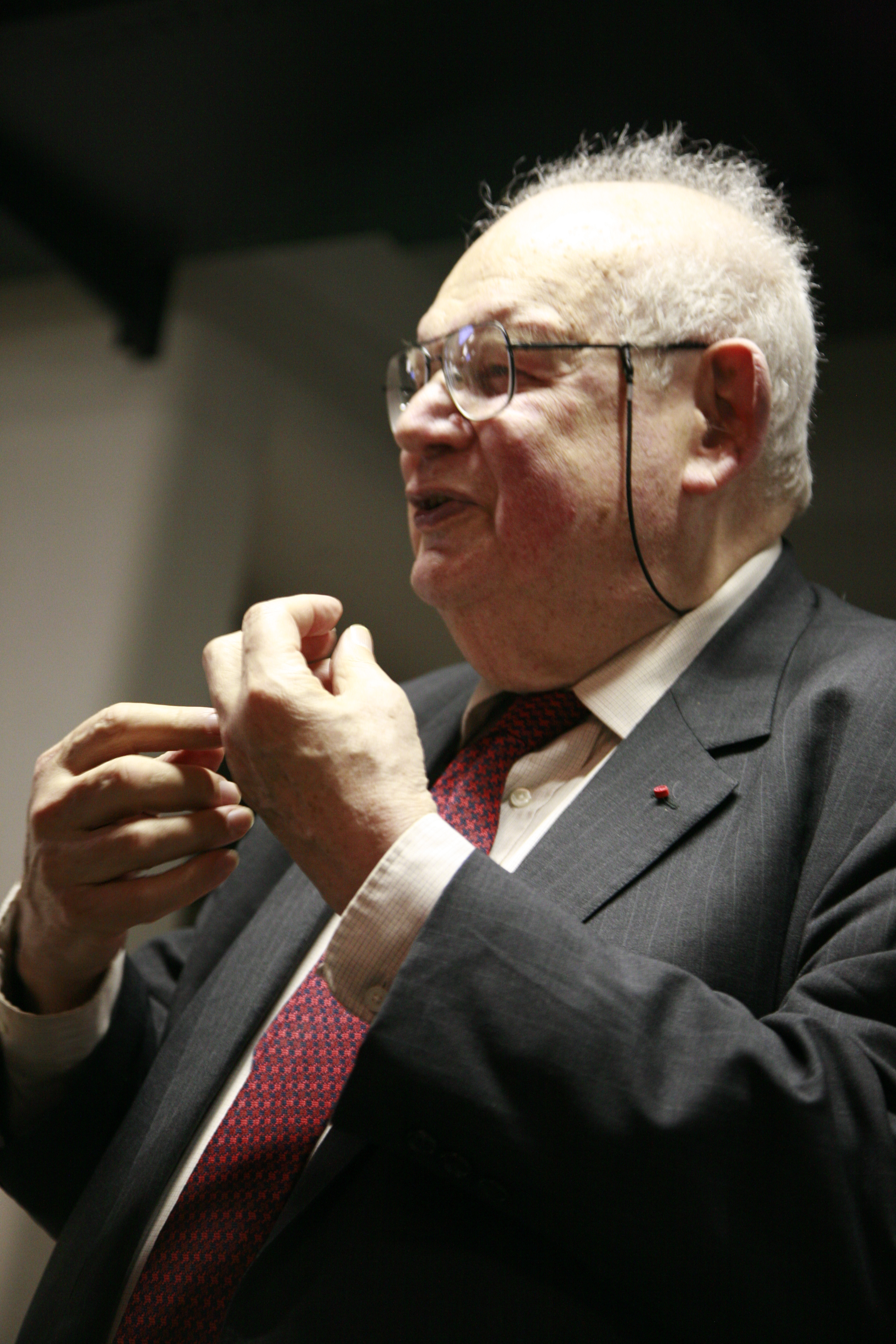
Mandelbrot bei einer Rede 2007

Ab 1951 veröffentlichte Mandelbrot Arbeiten über Probleme der Mathematik, aber auch über Probleme angewandter Gebiete wie der Informationstheorie, Wirtschaftswissenschaften und Strömungsmechanik. Er war zunehmend davon überzeugt, dass eine Vielzahl von Problemen in diesen Gebieten von zwei zentralen Themen bestimmt seien, nämlich „fat tail“-Wahrscheinlichkeitsverteilungen und selbstähnlichen Strukturen.
Mandelbrot fand heraus, dass die Preisschwankungen der Finanzmärkte nicht durch eine Normalverteilung, sondern durch eine Lévy-Verteilung beschrieben werden können, die theoretisch eine unendliche Varianz aufweist. Zum Beispiel zeigte er, dass die Baumwollpreise seit 1816 einer Lévy-Verteilung mit dem Parameter {\displaystyle \alpha =1{,}7} folgen, während {\displaystyle \alpha =2} einer Gaußverteilung entsprechen würde (siehe auch alpha-stabile Verteilungen). So lieferte er auch eine mögliche Erklärung für das Equity Premium Puzzle.
Mandelbrot wandte diese Ideen auch im Bereich der Kosmologie an. 1974 schlug er eine neue Erklärung für das Olberssche Paradoxon des dunklen Nachthimmels vor. Er zeigte, dass sich das Paradoxon auch ohne Rückgriff auf die Urknall-Theorie vermeiden lässt, wenn man eine fraktale Verteilung der Sterne im Universum annimmt, in Analogie zum sogenannten Cantor-Staub.
1975 prägte Mandelbrot den Begriff fraktal, um derartige Strukturen zu beschreiben. Er veröffentlichte diese Ideen in dem Buch Les objets fractals, forme, hasard et dimension (1975; eine englische Übersetzung Fractals: Form, Chance and Dimension wurde 1977 veröffentlicht). Mandelbrot entwickelte damit Ideen des tschechischen Geografen, Demografen und Statistikers Jaromír Korčák (1895–1989) weiter, die dieser in dem Artikel Deux types fondamentaux de distribution statistique veröffentlicht hatte (1938; deutsch Zwei Grundtypen der statistischen Verteilung).
Während seiner Anstellung als Gastprofessor für Mathematik an der Harvard University 1979 begann Mandelbrot mit dem Studium der fraktalen Julia-Mengen, die gegenüber bestimmten Transformationen in der komplexen Ebene invariant sind und die zuvor von Gaston Julia und Pierre Fatou untersucht wurden. Diese Mengen werden durch die iterative Formel {\displaystyle z^{2}+c} erzeugt. Mandelbrot benutzte Computerplots dieser Menge, um ihre Topologie in Abhängigkeit von dem komplexen Parameter {\displaystyle c} zu untersuchen. Dabei entdeckte er die Mandelbrot-Menge, die nach ihm benannt ist.

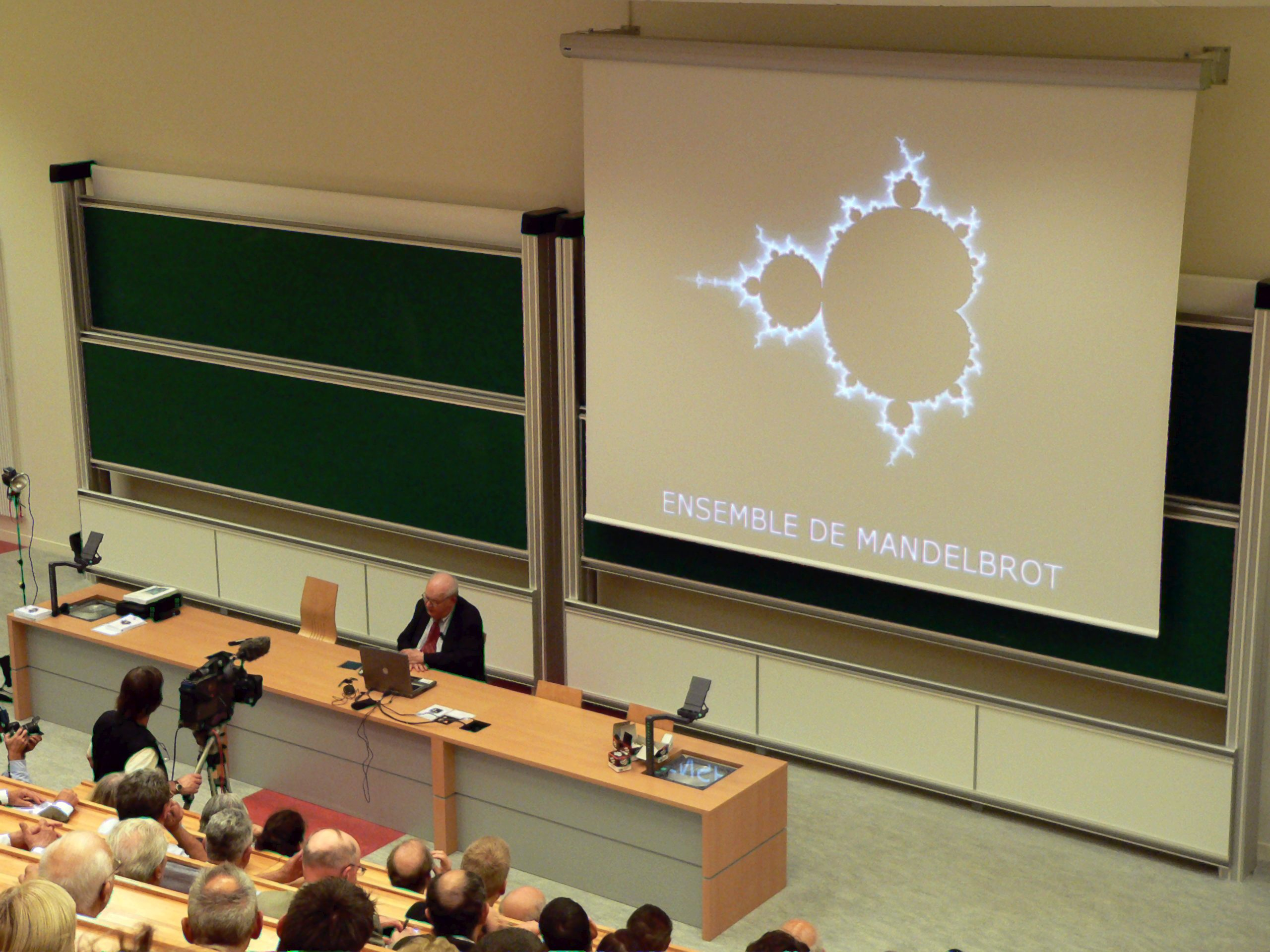
Mandelbrot bei seiner Dankesrede nach der Beförderung zum Offizier der Ehrenlegion, 2006

1982 erweiterte Mandelbrot seine Ideen und publizierte sie in seinem wohl bekanntesten Buch The Fractal Geometry of Nature (die deutsche Übersetzung erschien 1987 unter dem Titel Die fraktale Geometrie der Natur). Dieses einflussreiche Buch machte Fraktale einer breiteren Öffentlichkeit bekannt und brachte auch viele der Kritiker zum Schweigen, die Fraktale bis dahin als Programmier-Artefakt abgetan hatten.
Mandelbrot verließ IBM 1987 nach 35 Jahren Betriebszugehörigkeit, nachdem IBM beschlossen hatte, seine Abteilung für Grundlagenforschung aufzulösen. Er arbeitete dann in der mathematischen Abteilung der Yale University, wo er 1999 im Alter von 75 Jahren seine erste unbefristete Professorenstelle übernahm. Als er 2005 emeritiert wurde, war er Sterling Professor für Mathematik. Seine letzte Anstellung trat Mandelbrot 2005 als Battelle Fellow am Pacific Northwest National Laboratory an. Im selben Jahr veranstaltete die Deutsche Bundesbank ein Festkolloquium anlässlich seines im Vorjahr begangenen 80. Geburtstags zum Thema Heavy tails and stable Paretian distributions in finance and macroeconomics, um seine Beiträge zum besseren Verständnis von Finanzmärkten und Finanzmarktstabilität zu würdigen.
Seine jüngste Veröffentlichung zu fraktalen mathematischen Strukturen an den Finanzmärkten Fraktale und Finanzen bekam den Wirtschaftsbuchpreis der Financial Times Deutschland.

## Fraktale und Rauheit in der Natur
Obwohl Mandelbrot den Begriff fraktal prägte, wurden einige der in The Fractal Geometry of Nature dargestellten Objekte schon früher von Mathematikern beschrieben. Vor Mandelbrot wurden sie allerdings eher als unnatürliche mathematische Absonderlichkeiten angesehen. Es war Mandelbrots Verdienst, die fraktale Geometrie für die Beschreibung realer Objekte anzuwenden, deren „raue“, nicht durch einfache Idealisierungen beschreibbare Objekte sich bis dahin der wissenschaftlichen Untersuchung entzogen. Er zeigte, dass all diese Objekte bestimmte Eigenschaften gemeinsam haben, wie die Selbstähnlichkeit, Skaleninvarianz und oft eine nicht-ganzzahlige Dimension. Beispiele natürlicher Fraktale sind die Formen von Bergen, Küstenlinien und Flüssen, Verästelungen von Pflanzen, Blutgefäßen und Lungenbläschen, die Verteilung von Sternhaufen in Galaxien und die Pfade der Brownschen Bewegung. Fraktale Strukturen finden sich auch in quantitativen Beschreibungen menschlichen Schaffens und Handelns, etwa in der Musik, der Malerei und der Architektur sowie in Börsenkursen. Mandelbrot war daher der Auffassung, dass Fraktale viel eher der intuitiven Erfassung zugänglich sind als die künstlich geglätteten Idealisierungen der traditionellen euklidischen Geometrie:

„Wolken sind keine Kugeln, Berge keine Kegel, Küstenlinien keine Kreise. Die Rinde ist nicht glatt – und auch der Blitz bahnt sich seinen Weg nicht gerade.“

Mandelbrot wurde als Visionär und als unabhängiger Geist (engl. „Maverick“) bezeichnet. Sein allgemeinverständlicher und leidenschaftlicher Schreibstil und seine Betonung bildlicher geometrischer Anschauung machten insbesondere sein Buch The Fractal Geometry of Nature auch für Nichtwissenschaftler zugänglich. Das Buch löste ein breites öffentliches Interesse an Fraktalen und Chaostheorie aus.

## Tod
Mandelbrot starb im Alter von 85 Jahren an Bauchspeicheldrüsenkrebs. Der Mathematiker Heinz-Otto Peitgen bezeichnete Mandelbrot anlässlich seines Todes als eine der wichtigsten Persönlichkeiten der letzten 50 Jahre für die Mathematik und deren Anwendung in der Naturwissenschaft. Der französische Staatspräsident Nicolas Sarkozy würdigte Mandelbrot als einen großen und originellen Geist, dessen Arbeit vollständig jenseits des wissenschaftlichen Mainstreams verlief. Die Zeitschrift The Economist wies zudem auf seine Berühmtheit jenseits der Wissenschaft hin und nannte ihn den Vater der fraktalen Geometrie.

## Trivia
Der Name der deutschen Live-Coding-Band Benoît and the Mandelbrots bezieht sich auf den berühmten Mathematiker. Die Gruppe wurde 2009 in Karlsruhe gegründet.
Ein Witz gibt auf die Frage „Wofür steht das B in Benoît B. Mandelbrot?“ die Antwort: „Benoît B. Mandelbrot“. Hierbei wird auf die fraktale Selbstähnlichkeit auf verschiedenen Skalen angespielt, die Mandelbrot untersucht hatte.

## Ehrungen, Preise und Mitgliedschaften (Auswahl)
- 1982: Aufnahme in die American Academy of Arts and Sciences
- 1983: Invited Speaker auf dem Internationalen Mathematikerkongress in Warschau (On fractal geometry and a few of the mathematical questions it has raised).
- 1985: Barnard-Medaille
- 1986: Franklin-Medaille des Franklin Institute
- 1987: Alexander-von-Humboldt-Preis
- 1987: Aufnahme in die National Academy of Sciences
- 1988: Steinmetz-Medaille
- 1990: Französische Ehrenlegion; 2006 Beförderung zum Offizier[30]
- 1991: Nevada-Medaille
- 1993: Wolf-Preis für Physik
- 1999: Ehrendoktorwürde der University of St Andrews
- 2000: Lewis-Fry-Richardson-Medaille
- 2000: Benennung des kleinen Asteroiden (27500) Mandelbrot
- 2003: Japan-Preis
- 2004: Aufnahme in die American Philosophical Society[31]
- 2010: Ehrendoktorwürde der Johns Hopkins University[32]

## Schriften
- mit Richard Hudson: Fraktale und Finanzen: Märkte zwischen Risiko, Rendite und Ruin. Piper, 2007 (englisches Original: The (mis)behavior of markets: a fractal view of risk, ruin and reward. Basic Books, 2004)
- The fractalist: memoir of a geometer. Pantheon Books, 2012.
- Selecta. mehrere Bände, Springer Verlag, ab 1997.
- Die fraktale Geometrie der Natur. Birkhäuser, 1987, 2001.
- Fractals: Form, Chance and Dimension. Freeman, San Francisco 1977.
- The fractal geometry of nature. Freeman, 1983.
- Schönes Chaos: Mein wundersames Leben. Piper Verlag, München 2013, ISBN 978-3-492-96162-2. (Autobiografie)